# カールスバッド (テキサス州)
カールスバッド (Carlsbad) は、アメリカ合衆国テキサス州トムグリーン郡北西部にある非法人地域の集落。合衆国国道87号線 (U.S. Route 87) 沿い、トムグリーン郡の郡庁所在地であるサンアンジェロの北西に位置している。標高は 617メートル（2024フィート）である。カールスバッドは法人化されていないが、郵便局が置かれ、ZIPコード 76934 が割り当てられており、2000年の国勢調査 (2000 United States Census) によれば、ZIPコード 76934 のZCTA（en:ZIP Code Tabulation Area：ZIPコード集計地域）の人口は 1,332人であった。
ノースコンチョ川 (North Concho River) 沿いに現在のカールスバッドの場所には、1907年にヒューズ (Hughes) という名で集落が建設された。アメリカ合衆国郵政省が、この集落名の改称を求めた際、住民たちはボヘミア（チェコ西部の歴史的名称）の温泉町カールスバード（Karlsbad：カルロヴィ・ヴァリのドイツ語名称）からとった名を選んだが、これは、当地でミネラルウォーターが湧出する井戸が見つかったことに由来している。